# Nuottisaari (ö i Norra Savolax, Varkaus, lat 62,65, long 27,86)
Nuottisaari är en ö i Finland. Den ligger i sjön Pieni-Saamainen och i kommunen Leppävirta i den ekonomiska regionen  Varkaus ekonomiska region  och landskapet Norra Savolax, i den centrala delen av landet, 300 km nordost om huvudstaden Helsingfors. Öns area är 0,4 hektar och dess största längd är 110 meter i sydöst-nordvästlig riktning.